# Garuda Indonesia
Pour les articles homonymes, voir Garuda (homonymie).
Garuda Indonesia (Code IATA : GA ; Code OACI : GIA) est la compagnie aérienne nationale de l'Indonésie, fondée en 1948.
Son nom vient de Garuda, un oiseau de la mythologie hindoue. Les personnages de la mythologie et des grandes épopées indiennes sont en effet encore très présents dans la culture des habitants de Java, la plus peuplée des îles de l'Indonésie.
Après avoir abandonné ses destinations européennes en 2002, Garuda a repris sa desserte d'Amsterdam en 2010. Le réseau international de la compagnie couvre donc maintenant l'Asie, l'Australie, le Moyen-Orient et l'Europe. Soucieuse de se développer en Asie, elle a intégré l'alliance Skyteam en mars 2014.
Sur le marché intérieur indonésien, elle a perdu en 2008 la première place au profit de la compagnie privée Lion Air.
La compagnie a transporté 25 millions de passagers en 2013, soit une augmentation de 22,3 % par rapport aux 20,4 millions de passagers de 2012. Elle emploie 7 861 personnes.

## Filiale
Garuda a créé en 2001 une filiale à bas coûts, Citilink.

## Histoire

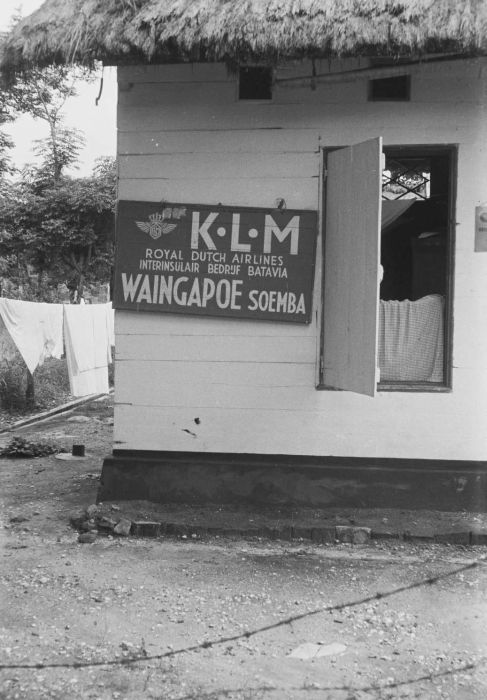
Bureau de la KLM Interinsulair à Waingapu (Sumba 1949).

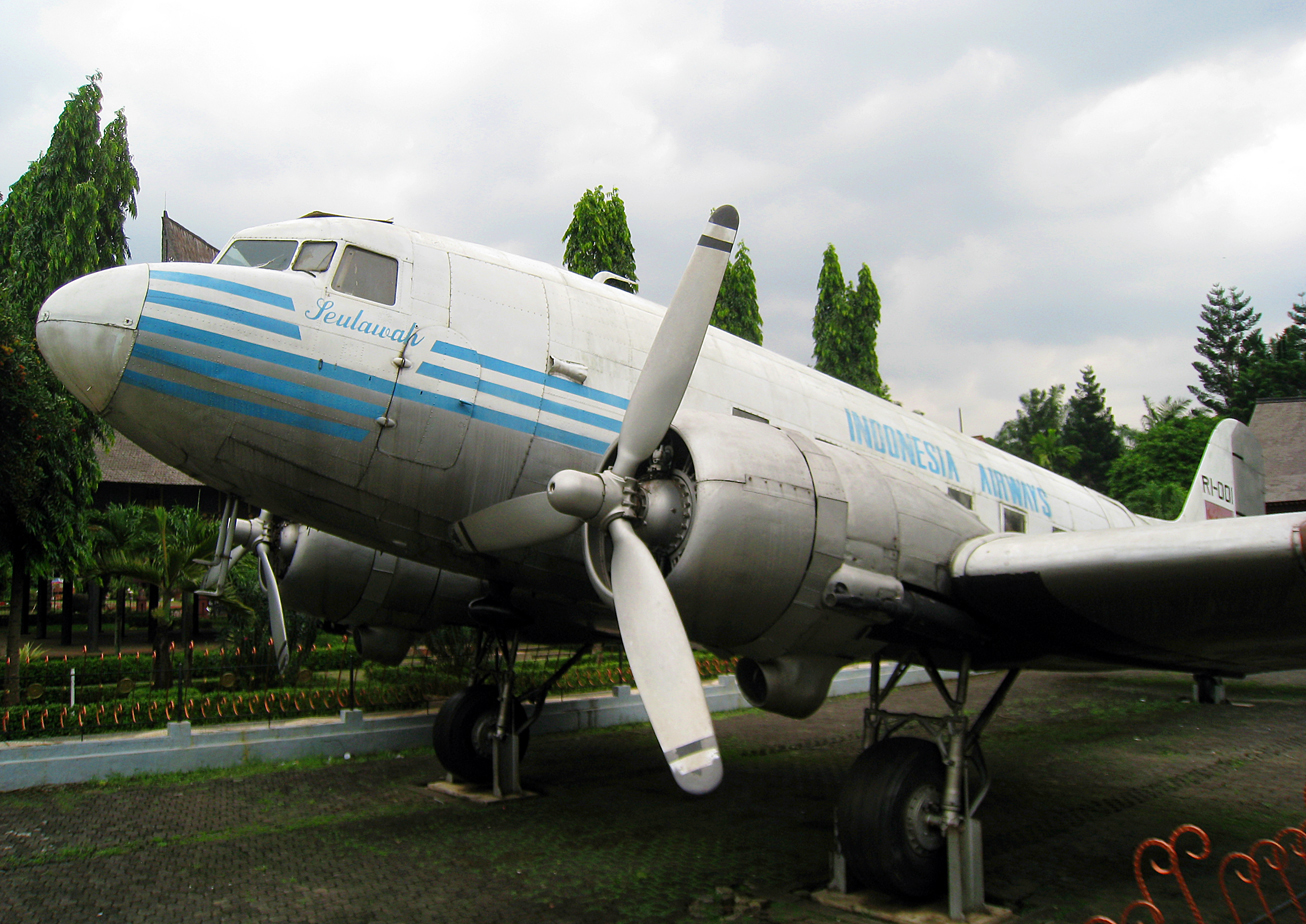
Le Seulawah.

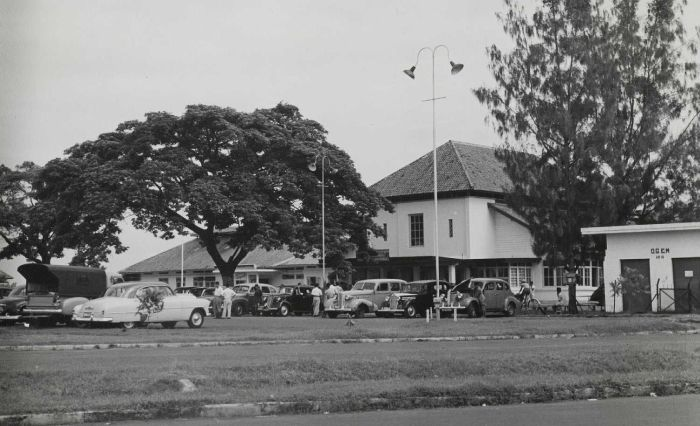
Le terminal de Garuda Indonesian Airways et KLM sur le vieil aéroport de Kemayoran dans les années 1950.

Le 1er août 1947, la compagnie nationale néerlandaise KLM crée une filiale pour les Indes néerlandaises, KLM Interinsulair (nl). Celle-ci hérite de ce qui reste de la flotte de la KNILM, la compagnie de l'époque coloniale, ainsi que d'une vingtaine de Dakota du 20e escadron de la KNIL, l'armée coloniale.
Du côté de la république d'Indonésie, un officier de l'armée de l'air indonésienne, Wiweko Soepono, convainc en 1948 le gouvernement de créer une compagnie aérienne. L'Indonésie, qui a proclamé son indépendance en 1945, est alors en plein conflit armé et diplomatique avec les Pays-Bas, qui cherchent à récupérer leur colonie. Les Pays-Bas soumettent alors l'Indonésie à un blocus naval et aérien. L'Indonésie acquiert un Douglas DC-3 « Dakota » américain, notamment grâce à une collecte à laquelle contribue largement la population de la province d'Aceh. L'appareil est envoyé en Inde, pays qui avait reconnu l'Indonésie indépendante, pour une révision complète. Il est baptisé Seulawah, « montagne d'or » en langue aceh, en hommage à ceux qui avaient contribué à son achat. Son premier vol a lieu le 26 janvier 1949, sous les couleurs d'« Indonesian Airways ». L'avion s'est ensuite envolé vers Rangoun en Birmanie, autre pays qui avait reconnu l'Indonésie. En effet, faute de pouvoir opérer en Indonésie à cause du blocus imposé à la jeune république par les Hollandais, l'Indonésie avait accepté que l'appareil soit affrété par le jeune gouvernement birman pour des opérations militaires.
Le 25 décembre 1949, le Docteur Konijnenburg, représentant de la KLM à Jakarta et ami de Soekarno, se rend à Yogyakarta, alors capitale de la république d'Indonésie, et annonce au président que conformément aux conclusions de la conférence de la Table ronde de La Haye, KLM Interinsulair va être transférée au gouvernement indonésien. Konijnenburg demande à Soekarno comment il compte nommer la compagnie, dont un appareil va le ramener de Yogyakarta à Jakarta. Soekarno répond par une strophe d'un poème en néerlandais écrit par le poète javanais Noto Soeroto : « Ik ben Garuda, Vishnoe's vogel, die zijn vleugels uitslaat hoog boven uw eilanden », « Je suis Garuda, l'oiseau de Vishnu qui étend ses ailes haut au-dessus de vos îles ». Le 28 décembre, un DC-3 de KLM Interinsulair aux couleurs de la nouvelle compagnie, Garuda Indonesian Airways, emmène Soekarno de Yogyakarta à l'aéroport de Kemayoran de Jakarta pour son investiture comme président de la république des États-Unis d'Indonésie.
Dans les années 1950, Garuda acquiert d'autres DC-3, ainsi que des bimoteurs à piston américains Convair. En 1960, en plus des vieux DC-3, la flotte compte huit Convair 240, huit Convair 340 et trois Convair 440.
En 1961, la compagnie achète trois quadri-turbopropulseurs Lockheed L-188 Electra, toujours de fabrication américaine, pour ses liaisons internationales. Ce n'est qu'en 1965 que Garuda entre dans l'ère de l'aviation à réaction avec l'acquisition de trois quadriréacteurs Convair 990, « l'avion commercial le plus rapide du monde ». Gourmands en kérosène et de petite capacité (99 passagers), ces avions seront revendus. En 1969, Garuda achète des Douglas DC-9 pour les principales liaisons intérieures. La compagnie se procure des bi-turbopropulseurs néerlandais Fokker F27 pour les petites liaisons intérieures. Pour ses lignes internationales, la compagnie commence par louer des Douglas DC-8 à la compagnie hollandaise KLM puis en acquiert.
En 1980, la flotte de Garuda consistait en 24 Douglas DC-9 et 33 Fokker F28. Les premiers gros porteurs achetés par la compagnie sont des Douglas DC-10 livrés en 1976, suivis de six Boeing 747-200. En 1983 arrivent les premiers Airbus A300. La compagnie adopte un nouveau logo et de nouvelles couleurs en 1985.
Dans les années 1990, Garuda achète des Boeing 737-300 et -400. Sous Soeharto, Garuda était contrainte d'acheter des appareils à une société de crédit-bail appartenant à des proches du président.
La crise économique asiatique frappe durement la compagnie, dont le trafic chute de 31 % entre 1997 (7,3 millions de passagers) et 1998 (5 millions de passagers). Depuis, le trafic a continuellement progressé. En 2003, il atteint 7,2 millions de passagers (dont 1,7 million sur les vols internationaux), soit son niveau d'avant crise.
Garuda a été interdite de vol vers l'Union européenne fin juin 2007, comme les autres compagnies aériennes indonésiennes. Après trois missions d’inspections de la Commission européenne, menées sous la responsabilité du fonctionnaire européen Federico Grandini,, la Commission a annoncé le 14 juillet 2009 le retrait de quatre compagnies indonésiennes de sa liste noire. Il s'agit de Garuda Indonesia, Airfast, Mandala Airlines et Premiair,. Les États-Unis et le Japon n'ont jamais mis Garuda sur une telle liste.
En 2014, l'organisme de consultation Skytrax a classé Garuda 7e meilleure compagnie mondiale (derrière Cathay Pacific, Qatar Airways, Singapore Airlines, Emirates Airlines, Turkish Airlines et All Nippon Airways) et ayant le meilleur personnel de cabine au monde.

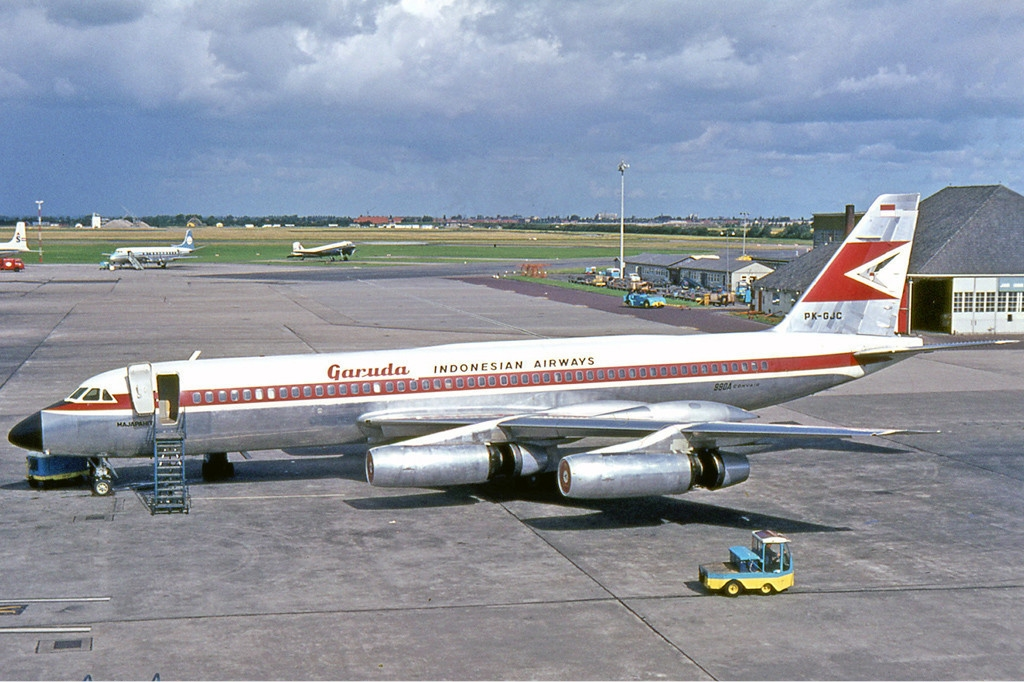
Convair 990 de Garuda sur l'aéroport d'Amsterdam-Schiphol en 1965.
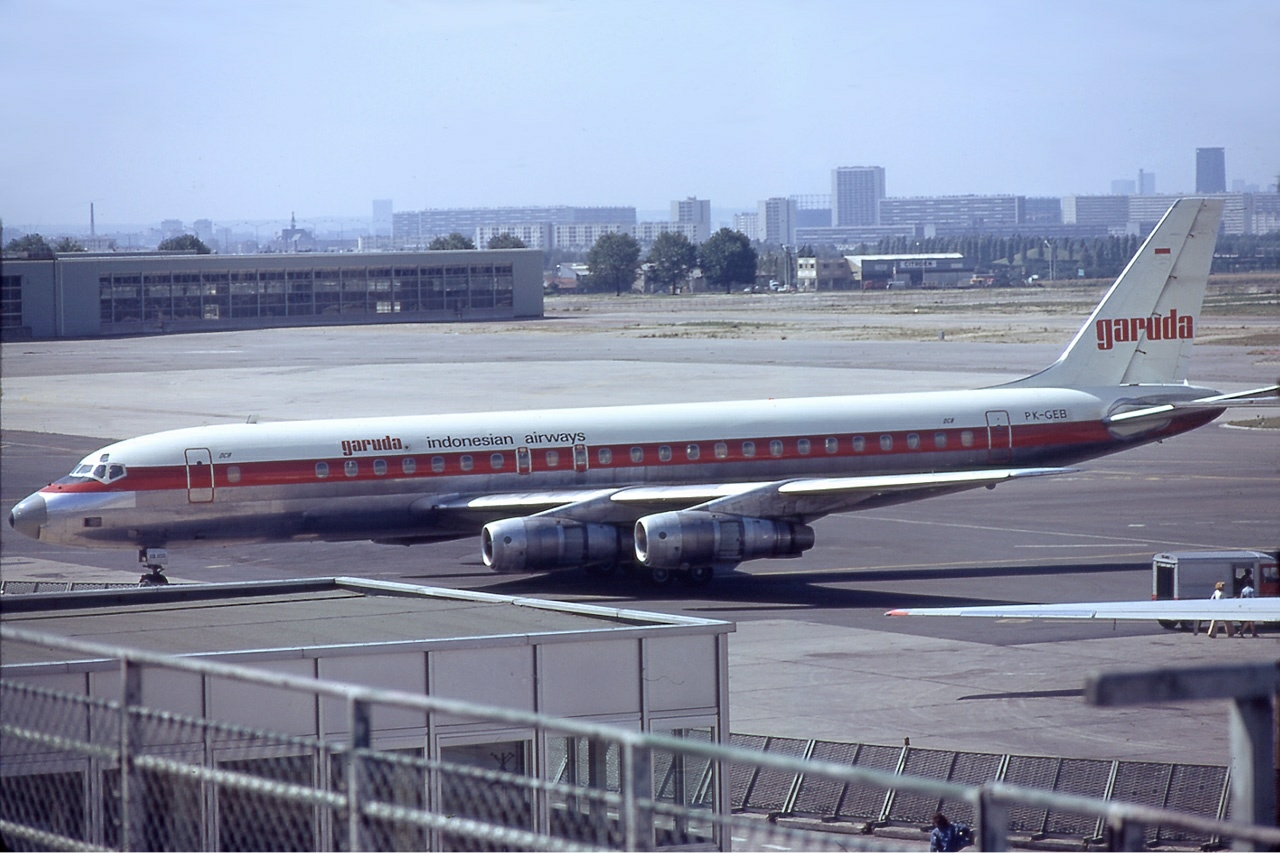
Douglas DC-8 de Garuda sur l'aéroport du Bourget en 1974.
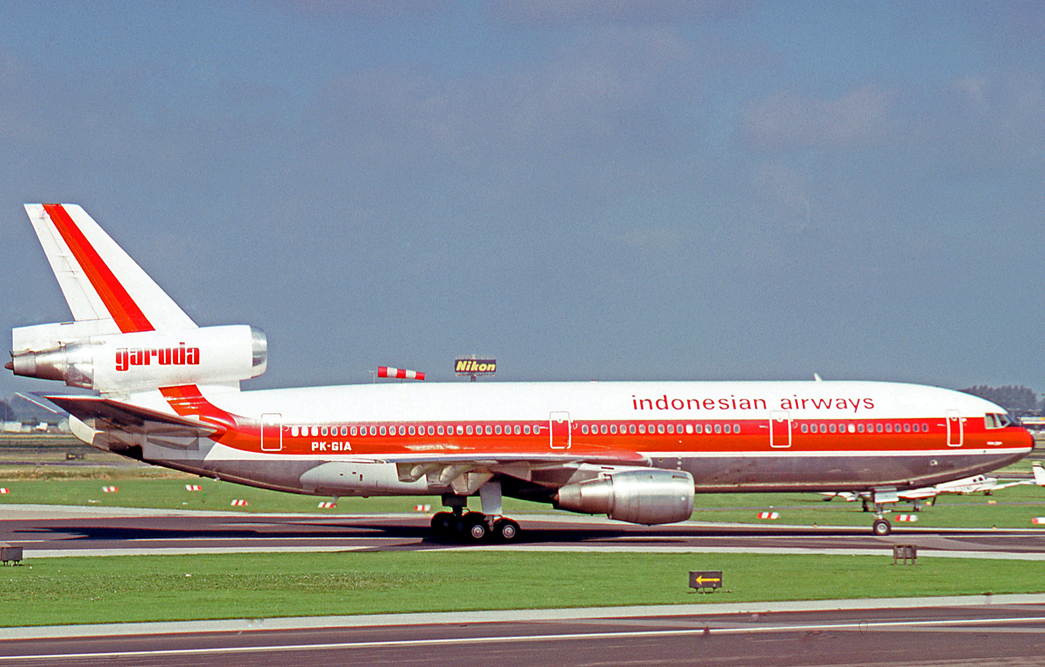
Douglas DC-10-30 de Garuda Indonesia à Schiphol en 1977.
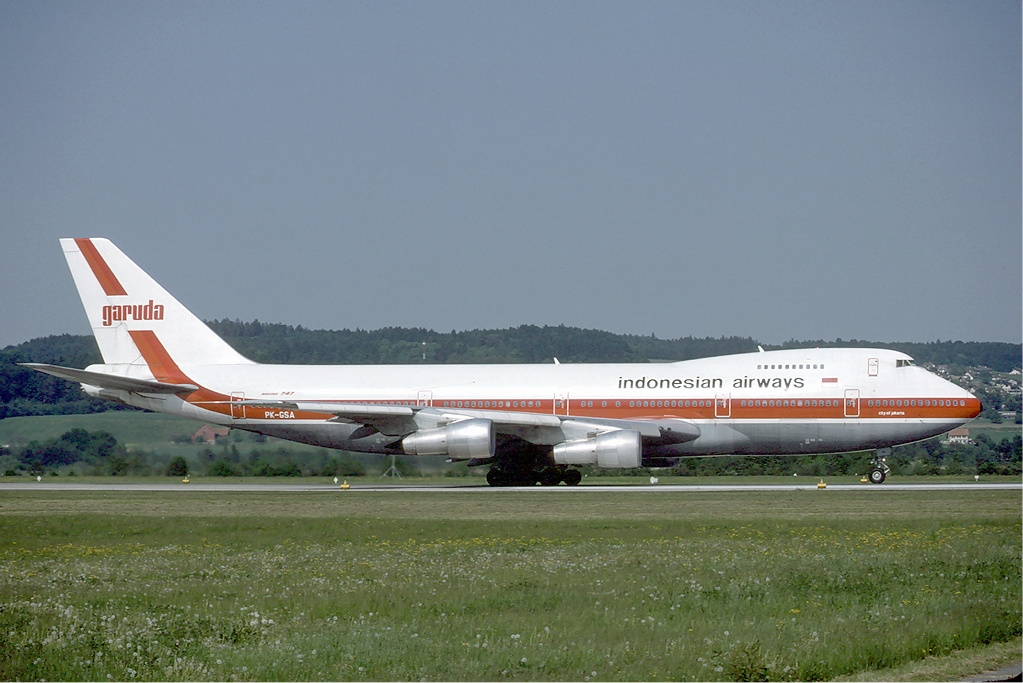
Boeing 747-200 de Garuda Indonesia sur le tarmac de l'aéroport international de Zurich en 1985.

## Destinations
Garuda Indonesia dessert 90 destinations en Asie, Europe et Océanie.

### Asie
- Pékin-Capitale
- Chengdu-Shuangliu
- Canton-Baiyun
- Shanghai-Pudong
- Xi'an-Xianyang
- Zhengzhou
- Hong Kong
- Ambon-Pattimura
- Balikpapan-Sultan-A.-M.-Sulaiman (Hub)
- Banda Aceh-Sultan-Iskandar-Muda
- Bandar Lampung-Radin-Inten-II
- Banjarmasin-Syamsudin Noor
- Banyuwangi
- Betoota
- Bau-Bau (Betoambari)
- Padangkemiling-Fatmawati Soekarno
- Biak-Frans-Kaisiepo
- Bima (en)
- Denpasar-Bali (Hub)
- Ende
- Gorontalo-Jalaluddin
- Jakarta-Halim-Perdanakusuma
- Djakarta-S.-Hatta (Hub)
- Jambi-Sultan Thaha
- Jayapura-Sentani
- Aéroport d'Utarom (en)
- Kendari-Haluoleo
- Ketapang
- Pomalaa
- Kupang-El Tari
- Labuan Bajo
- Langgur/Tual (en)
- Luwuk
- Makassar-Sultan-Hasanuddin (Hub)
- Makokou
- Nabire (en)
- Gunungsitoli
- Padang-Tabing
- Palangkaraya
- Palembang-M. Badaruddin II
- Bua (en)
- Palu-Mutiara
- Pangkal Pinang-Depati Amir
- Pangkalan Bun
- Manado-S. Ratulangi
- Malang-Abdul-Rachman-Saleh
- Mamuju
- Manokwari (en)
- Lombok
- Maumere
- Medan-Kualanamu
- Pekanbaru (Simpang Tiga)
- Pontianak (Supadio)
- Putussibau
- Raha
- Maimun Saleh
- Saumlaki (en)
- Selayar (en)
- Semarang-A. Yani
- Sibolga
- Silangit
- Sintang (en)
- Sorong
- Sumbawa Besar (en)
- Surabaya-Juanda (Hub)
- Solo-Adisumarmo
- Tambolaka
- Buluh Tumbang
- Tanjung Pinang
- Tanjung Redeb-Kalimarau
- Tarakan
- Ternate
- Timika
- Yogyakarta-International
- Osaka-Kansai
- Tokyo-Haneda
- Tokyo-Narita
- Kuala Lumpur
- Davao City-Francisco Bangoy
- Doha-Hamad
- Djeddah - Roi-Abdelaziz
- Médine-Prince M. Bin Abdulaziz
- Singapour-Changi
- Séoul-Incheon
- Bangkok-Suvarnabhumi

### Europe
- Amsterdam

### Océanie
- Melbourne-Tullamarine
- Perth
- Sydney-K. Smith

## Partage de codes
Membre de l'alliance Skyteam depuis 2014, elle partage ses codes avec un certain nombre de compagnies aériennes :
- Aeroflot
- Aeroméxico*
- Air Europa*
- Air France*
- All Nippon Airways
- Bangkok Airways
- China Airlines*
- China Eastern Airlines*
- China Southern Airlines
- Citilink
- Delta Air Lines*
- Emirates
- Etihad Airways
- Hong Kong Airlines
- Japan Airlines
- Kenya Airways*
- KLM*
- Korean Air*
- Malaysia Airlines
- Myanmar Airways International
- Oman Air
- Philippine Airlines
- Qatar Airways
- Royal Brunei Airlines
- Saudia*
- Singapore Airlines
- Thai Airways
- Turkish Airlines
- Vietnam Airlines*
- Virgin Atlantic*
- XiamenAir*

membres Skyteam*

## Flotte
En janvier 2023, les appareils suivants sont en service au sein de la flotte de Garuda Indonesia: :
| Appareil           | En service | Commandes | Passagers | Passagers | Passagers | Passagers | Remarques                                                 |
| Appareil           | En service | Commandes | F         | C         | Y         | Total     | Remarques                                                 |
| ------------------ | ---------- | --------- | --------- | --------- | --------- | --------- | --------------------------------------------------------- |
| Airbus A330-200    | 6          | —         | —         | 36        | 186       | 222       |                                                           |
| Airbus A330-300    | 17         | —         | —         | —         | 360       | 360       |                                                           |
| Airbus A330-300    | 17         | —         | —         | 36        | 215       | 251       |                                                           |
| Airbus A330-300    | 17         | —         | —         | 24        | 263       | 287       |                                                           |
| Airbus A330-800neo | —          | 4         | TBA       | TBA       | TBA       | TBA       |                                                           |
| Airbus A330-900neo | 5          | 9         | —         | 24        | 277       | 301       | Les trois premiers appareils ont été livrés courant 2019. |
| Boeing 737-800     | 46         | —         | —         | 12        | 150       | 162       |                                                           |
| Boeing 737-800     | 46         | —         | —         | 8         | 162       | 170       |                                                           |
| Boeing 737 MAX 8   | —          | 50        | TBA       | TBA       | TBA       | TBA       |                                                           |
| Boeing 777-300ER   | 8          | 2         | 8         | 38        | 268       | 314       |                                                           |
| Boeing 777-300ER   | 8          | 2         | —         | 26        | 367       | 393       |                                                           |
| Boeing 787-9       | —          | 25        | TBA       | TBA       | TBA       | TBA       |                                                           |
| Total              | 86         | 90        |           |           |           |           |                                                           |

Garuda prévoyait de faire passer sa flotte à 194 appareils en 2015, en y incluant sa filiale Citilink, et à 350-400 avions en 2025. La compagnie a notamment commandé 10 Boeing 777-300ER, le dernier livré en janvier 2016. Le 1er octobre 2013, elle a signé un nouveau contrat pour la commande de 35 ATR 72-600, dont 25 fermes, livrables d'ici 2017.
En juin 2015, la compagnie signe une lettre d'intention pour 30 Airbus A350 XWB. Sous la pression du gouvernement, son actionnaire majoritaire, la compagnie pourrait y renoncer.
Le 22 mars 2019, Garuda annule les 49 737 MAX restants à livrer, à la suite du crash d'un 737 de la compagnie Ethiopian Airlines.
Les types d'appareils seront standardisés comme suit :
- Boeing 737-800NG et Bombardier CRJ1000NextGen pour les vols court-courrier et régionaux, et pour Citilink Airbus A320,
- Airbus A330-200 et -300 pour les vols moyen-courrier,
- Boeing 777-300ER pour les vols long-courrier et plus tard, Boeing 787 ou Airbus A350.

## Accident
Le 13 juin 1996, un McDonnell Douglas DC-10 assurant le vol 865 s'est écrasé lors de son décollage de la piste 16 de l'aéroport de Fukuoka, au Japon, à la suite de la panne d'un des moteur de l'appareil. Sur les 275 personnes à bord, 3 passagers ont péri dans l'accident ; on dénombre également 170 blessés (3 membres d'équipage et 167 passagers).
Le 26 septembre 1997, un Airbus A300 effectuant le vol 152 s'écrase dans une forêt à  flanc de montagne juste avant son atterrissage à l'aéroport international Polonia à Medan, dans le nord de Sumatra. Les 234 passagers et membres d'équipage à bord sont tués dans l'accident. Il s'agit de l'accident aérien le plus meurtrier de l'histoire de l'Indonésie.
Le vol 421 était un vol effectuant la liaison entre l'Aéroport Selaparang et l'Aéroport international Adisutjipto en Indonésie, le 16 janvier 2002. Le Boeing 737-3Q8 de la compagnie aérienne Garuda Indonesia est contraint de faire un amerrissage d'urgence dans le fleuve Solo.
Le 7 mars 2007, vers 7 heures, heure locale, un Boeing 737-400 assurant le vol 200 de la compagnie avec 140 occupants (dont 133 passagers), en provenance de Jakarta, a glissé hors de la piste lors de l'atterrissage à l'aéroport international de Yogyakarta Adisucipto et a pris feu, provoquant la mort de 22 personnes. Les résultats préliminaires de l'enquête indiquent que l'avion allait encore trop vite et que les volets n'étaient pas en bonne position pour l'atterrissage (sources : Antara, AP, Garuda Indonesia).
Le 1er février 2017, vers 19 h 50 heure locale, un Boeing 737-800 assurant le vol 258 sur la liaison Jakarta - Yogyakarta, avec à son bord 128 occupants (dont 125 passagers), a raté son atterrissage, finissant sa course après la piste de l'aéroport international de Yogyakarta Adisucipto. L'avion était âgé de deux ans et demi.

## Galerie

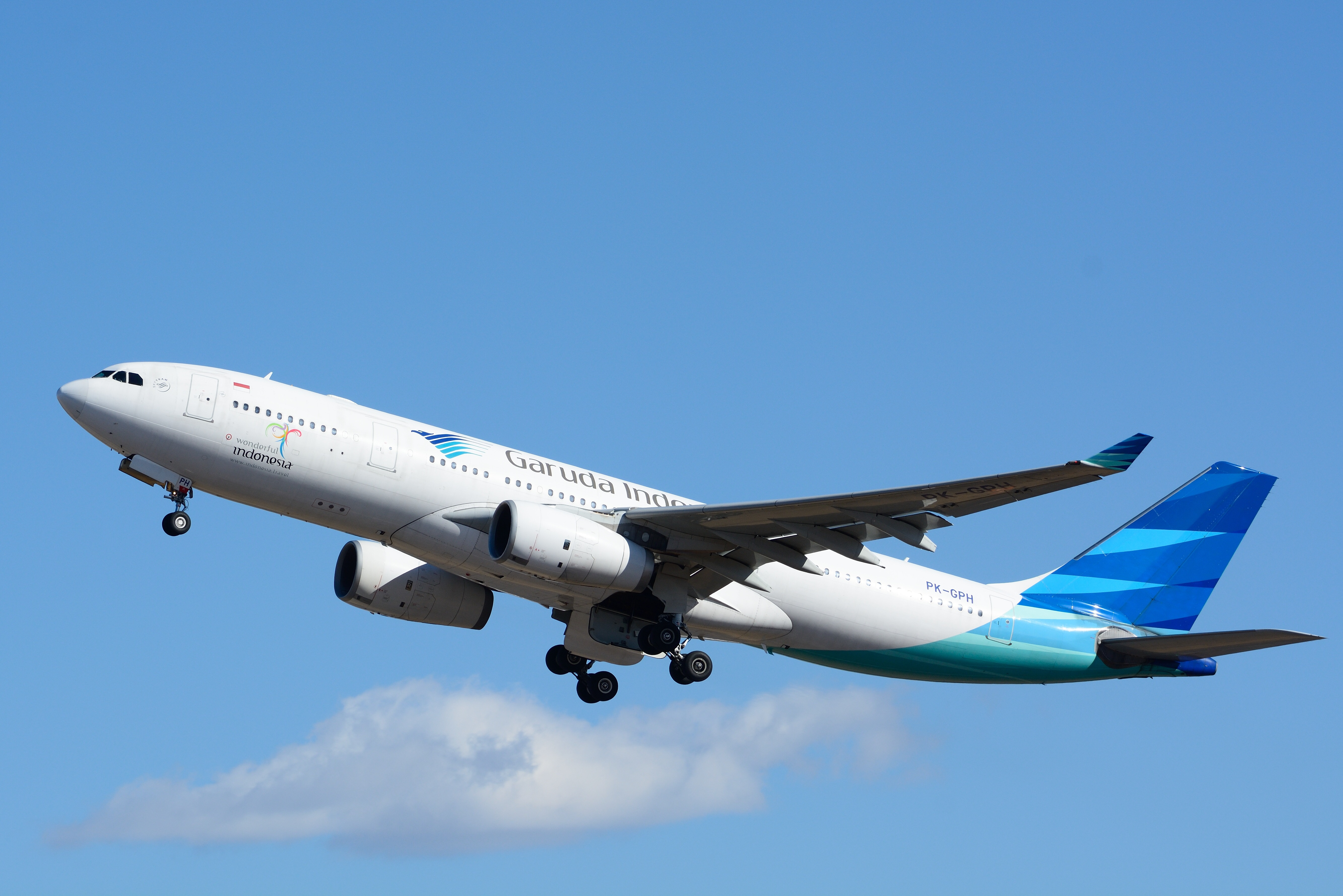
Airbus A330-200
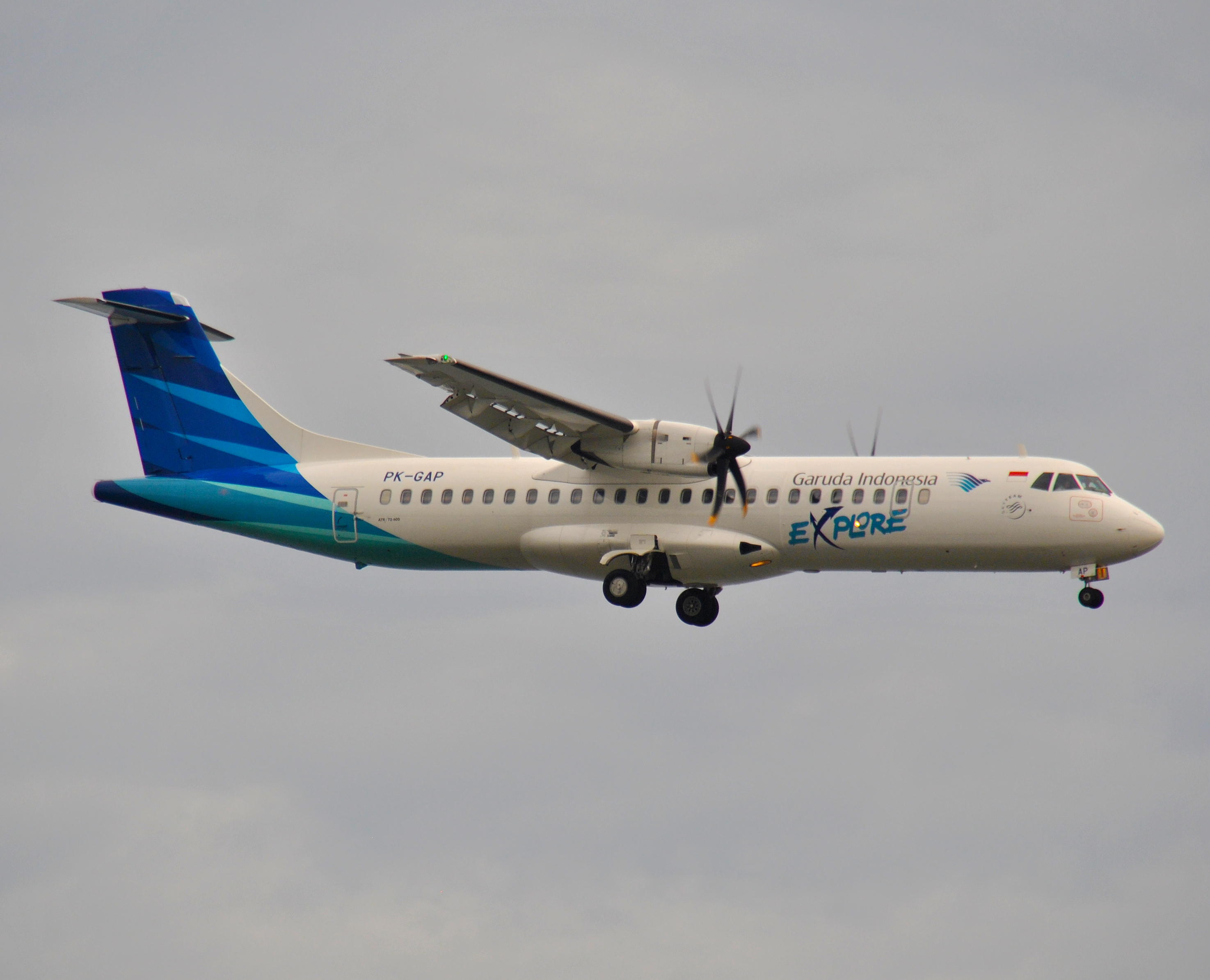
ATR 72-600
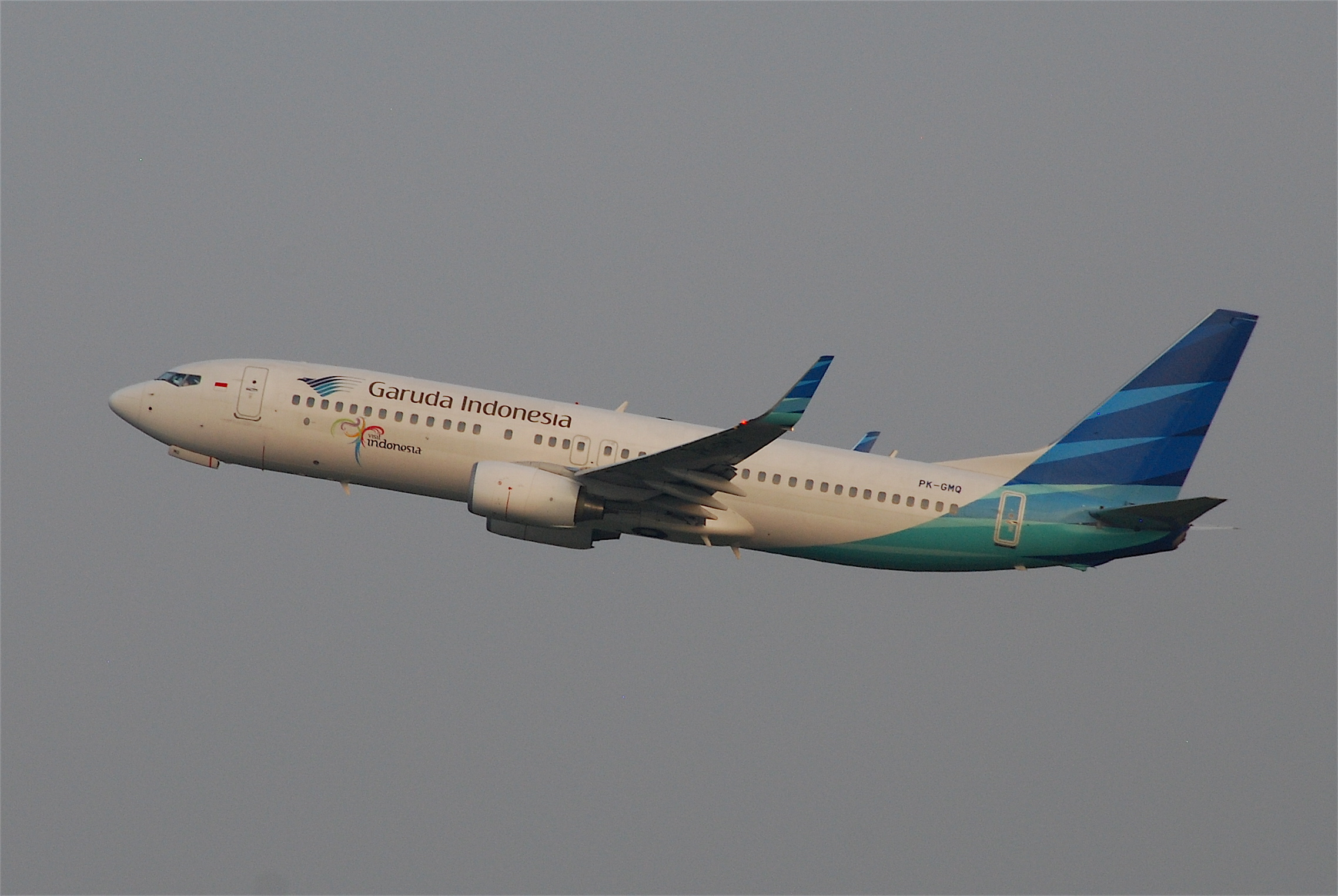
Boeing 737-800
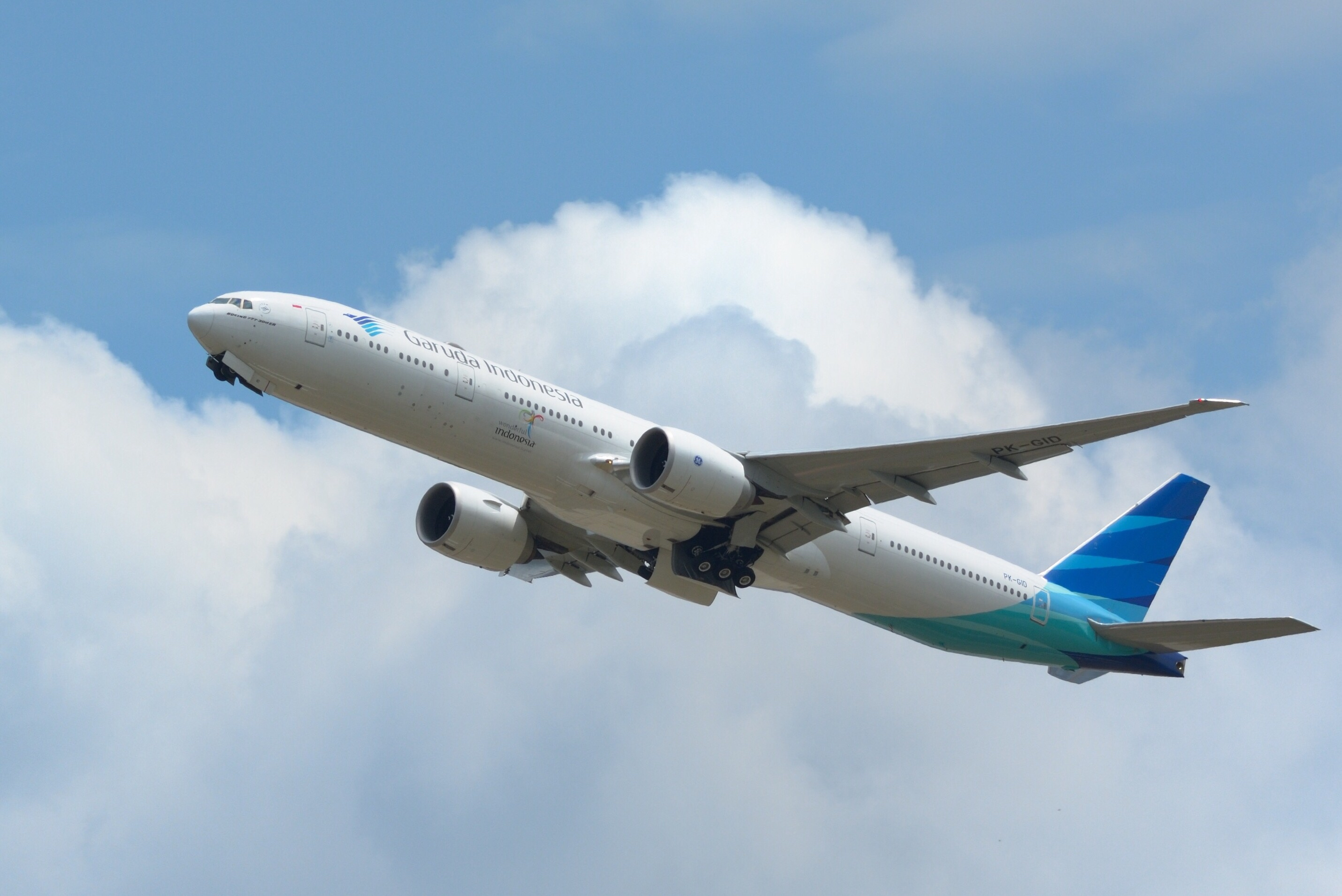
Boeing 777-300ER
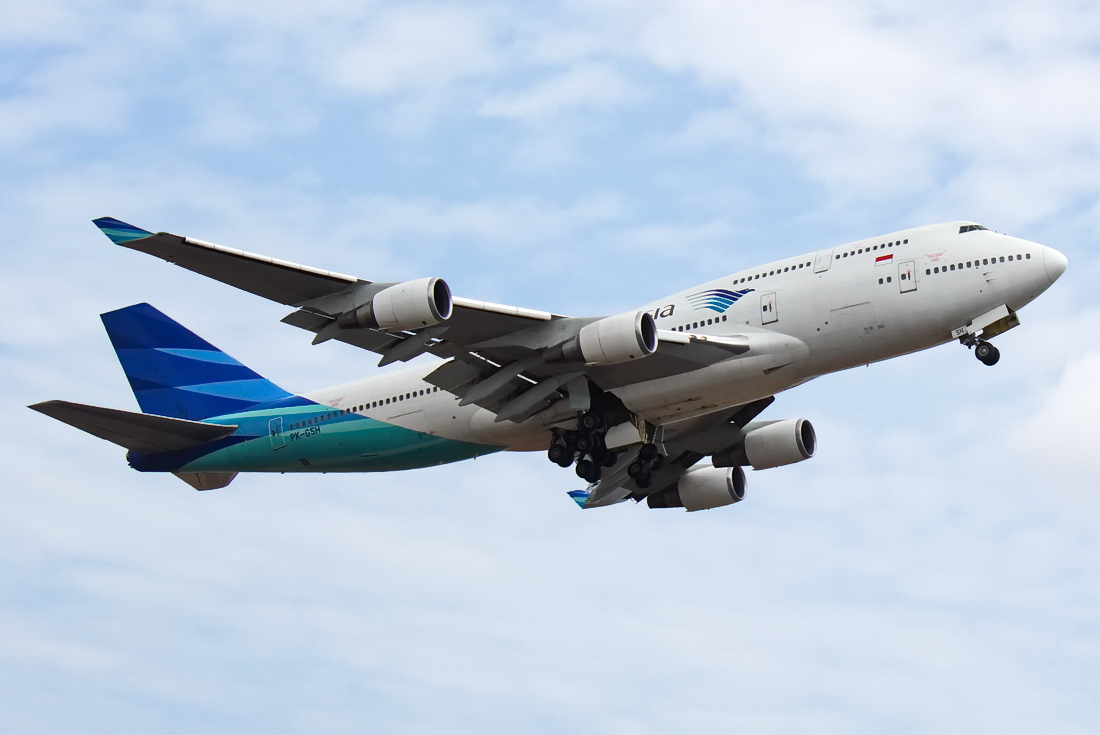
Boeing 747-400
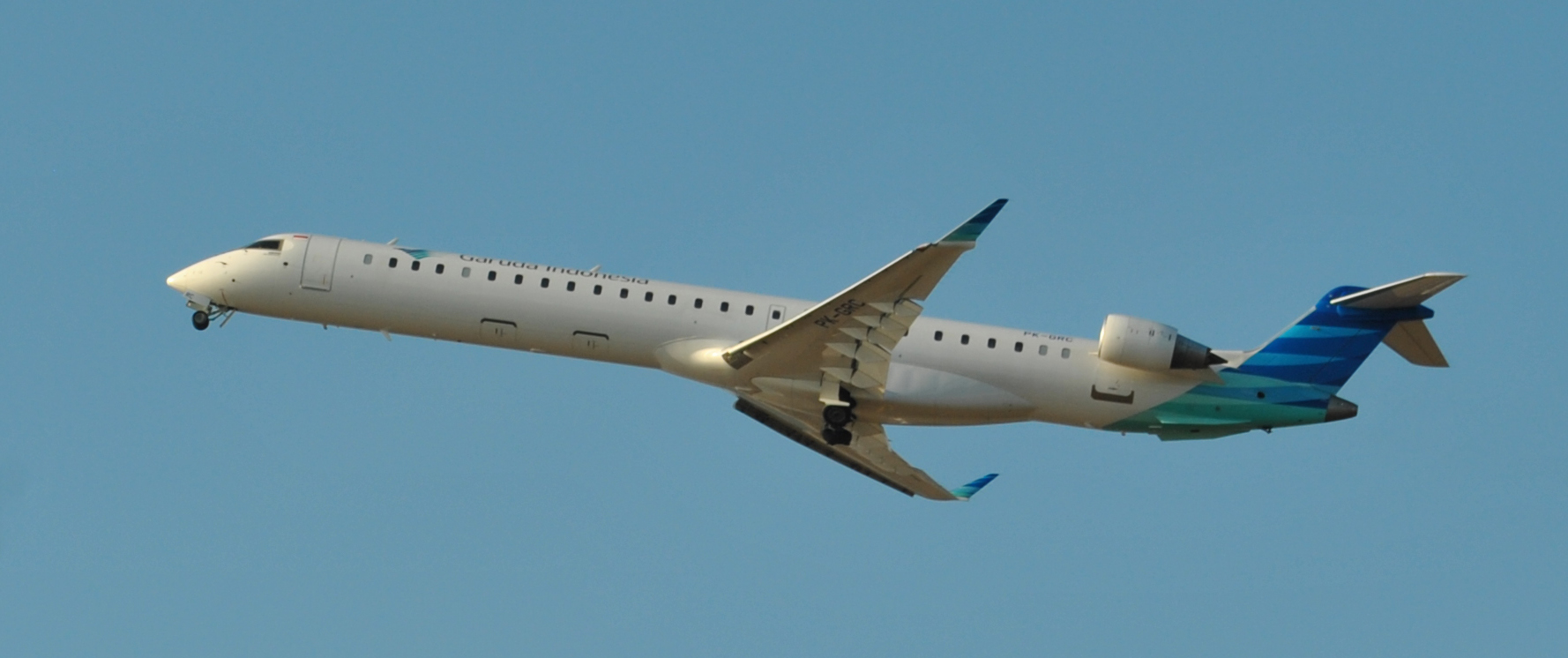
Bombardier CRJ1000 NextGen